# Platycnemis pennipes
Espèce
Statut de conservation UICN

 LC  : Préoccupation mineure
Platycnemis pennipes, le Pennipatte bleuâtre ou l'Agrion à larges pattes, est une espèce de demoiselles appartenant à l'ordre des Odonates.

## Description

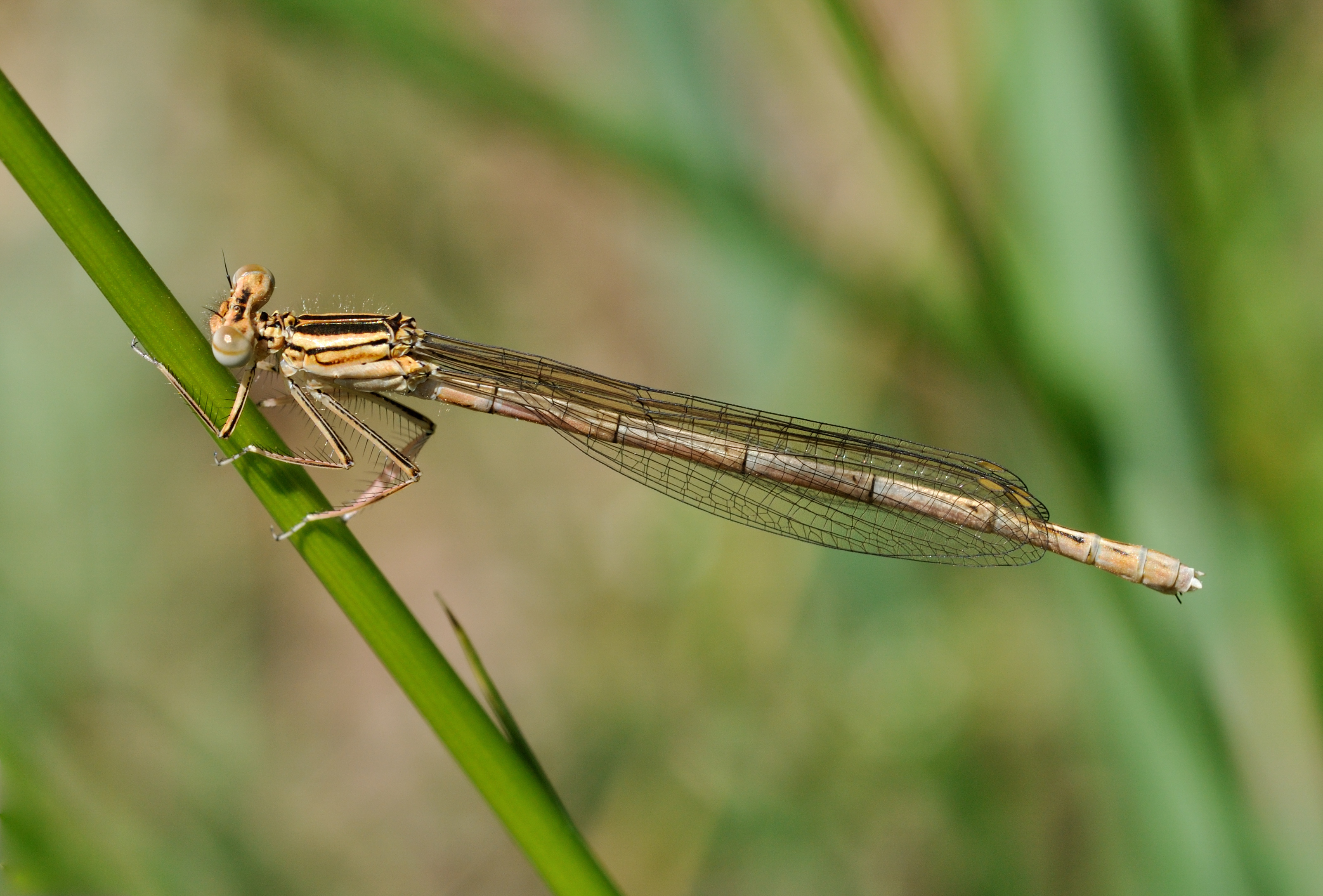
Platycnemis pennipes femelle

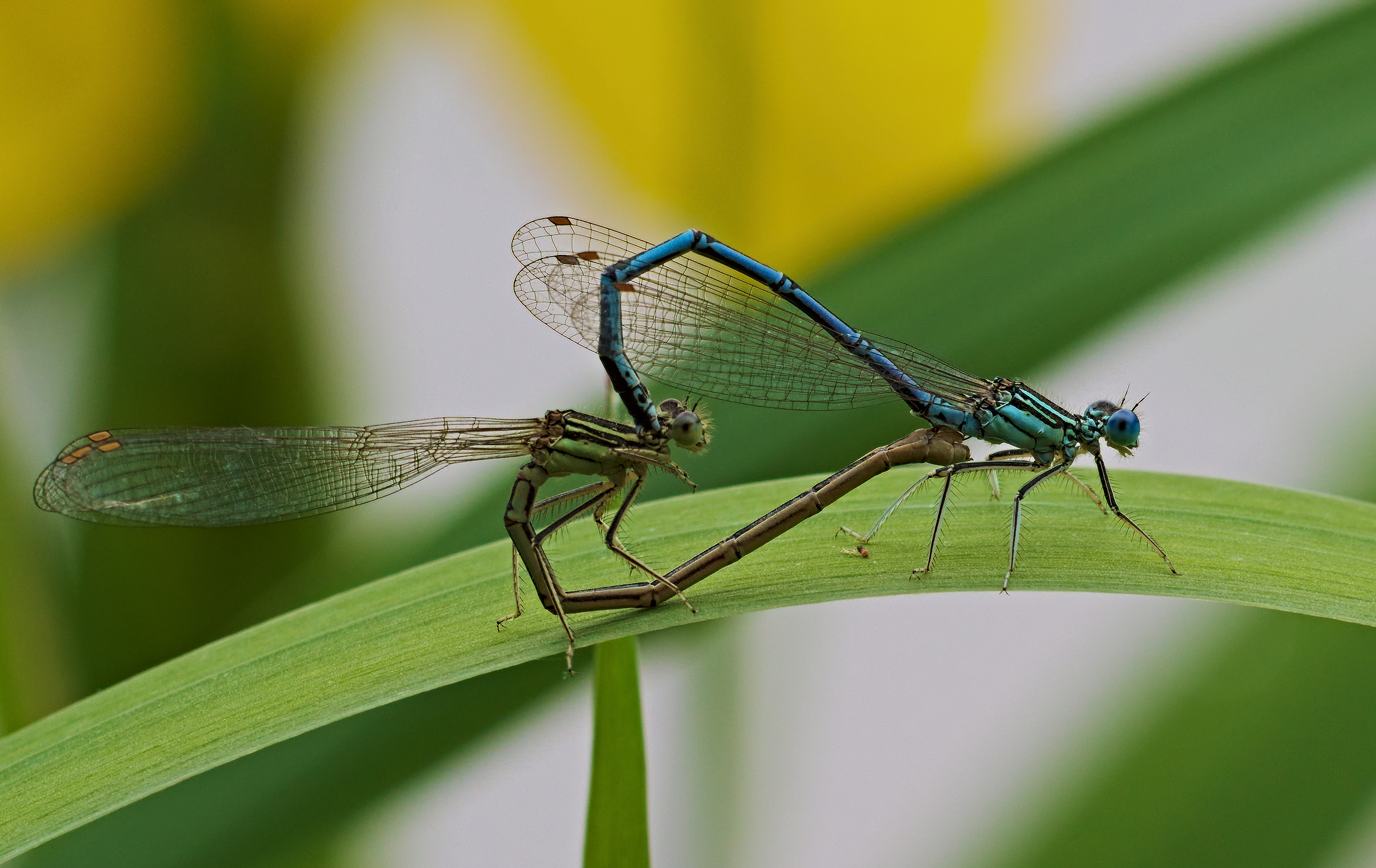
Accouplement de Platycnemis pennipes. à Rimbach (Hesse). Juin 2017.

- Mâle de couleur bleue et femelle brune.
- Platycnemis pennipes se différencie de l'Agrion blanchâtre Platycnemis latipes par la présence d'une ligne noire sur les tibias des pattes 2 et 3[2].

## Répartition
Eurasiatique : dans toute l'Europe, sauf nord et péninsule Ibérique (où il n'est présent que dans le nord-est de l'Espagne) ; Turquie jusqu'en Syrie et en Sibérie.

## Habitat
Milieux très variés : rivières, étangs, gravières, canaux, bras morts...